# گولا (شهرستان اولسنو)
گولا (به لاتین: Gola) یک روستا در لهستان است که در گمینا گوژوف شلانسکی واقع شده‌است. گولا ۲۶۰ نفر جمعیت دارد.